# 蓋凱特巴赫河
47°26′22″N 8°06′43″E / 47.43954°N 8.11200°E
蓋凱特巴赫河是瑞士的河流，位於該國北部，流經阿爾高州，屬於塔爾巴赫河的左支流，河道全長2.1公里，流域面積1.6平方公里，發源自塔爾海姆。